# Georadar

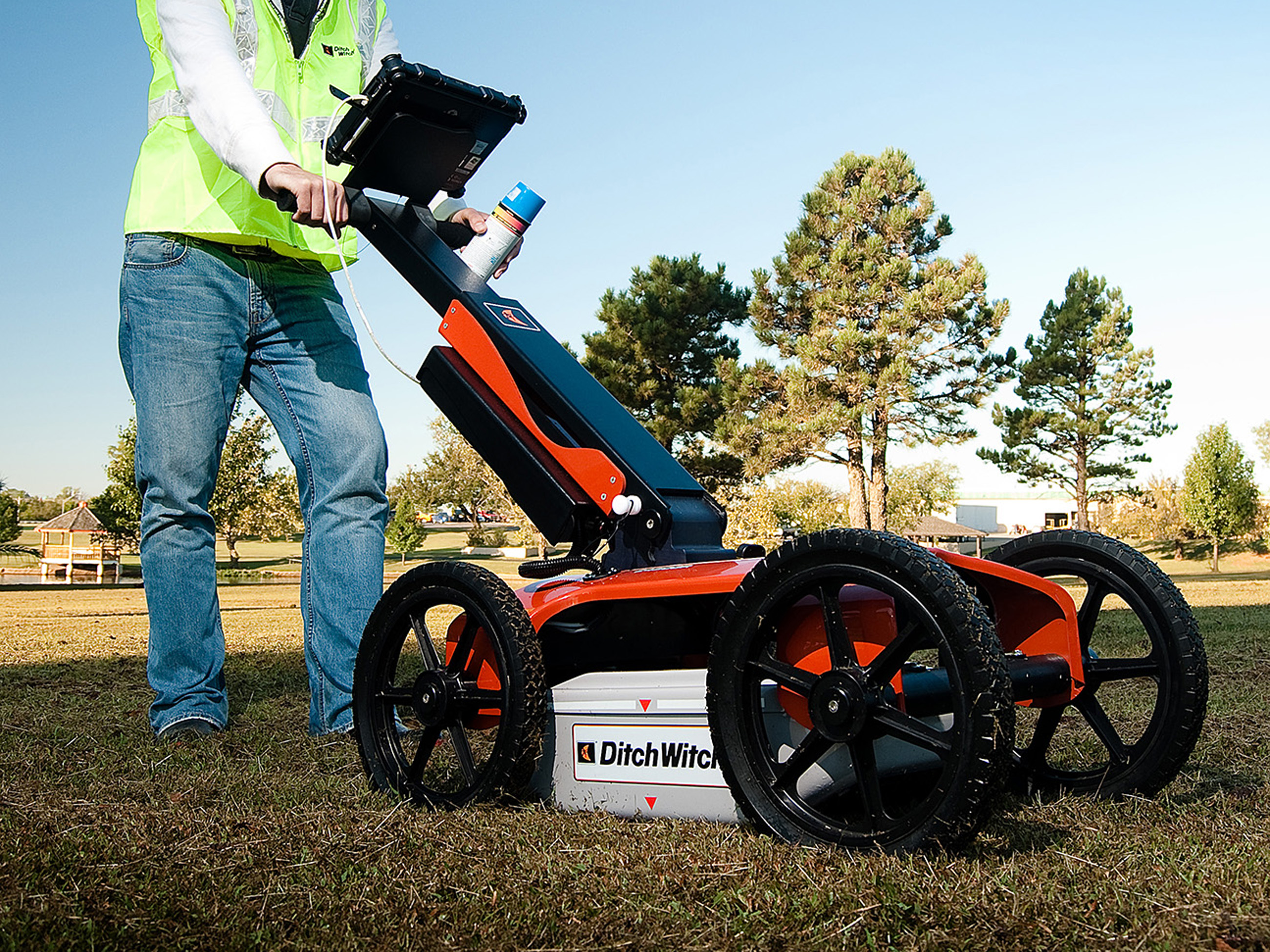
Georadar

Il georadar, noto anche come GPR (ground penetrating radar), è una metodologia non invasiva utilizzata in geofisica, nello studio del primo sottosuolo, che si basa sull'analisi delle riflessioni di onde elettromagnetiche trasmesse nel terreno. Tale metodo fornisce, a partire da una profondità di alcuni metri fino al limite di alcune decine di metri, una "sezione" del terreno indagato dalla superficie.

## Descrizione
Il metodo si basa sull'immissione di brevi impulsi elettromagnetici a frequenza variabile, ripetuti con continuità ed emessi da un'antenna posta in prossimità della superficie da indagare. Quando l'impulso elettromagnetico nel propagarsi in profondità incontra una superficie che separa due mezzi aventi caratteristiche fisiche diverse, una parte dell'energia incidente viene riflessa ed una parte prosegue nel secondo mezzo. Le onde riflesse dalla superficie di discontinuità ritornano in superficie e vengono rilevate dall'antenna ricevente, mentre la parte di energia trasmessa che procede oltre la discontinuità stessa è disponibile per altre riflessioni su eventuali discontinuità più profonde.
Il segnale emesso viene ripetuto, secondo una cadenza prestabilita: scelta una scansione di segnale idonea, se la strumentazione viene fatta muovere progressivamente lungo un tracciato predeterminato in superficie, si ottiene una rappresentazione bidimensionale, o sezione elettromagnetica, o "radargramma", del tipo "spostamento (lungo il tracciato) / tempo (di ricezione dei segnali riflessi)".
Per calcolare la profondità delle riflessioni, è necessario determinare la velocità di propagazione Vm delle onde radar nei livelli indagati. Questa è legata principalmente alle caratteristiche fisico-elettriche dei mezzi attraversati (in particolare è inversamente proporzionale alla loro costante dielettrica ε) e viene stimata o calcolata attraverso varie possibilità di analisi dei segnali o con prove sperimentali di taratura. Nota la Vm, è possibile ottenere una sezione, del tipo "spostamento (lungo il tracciato) / profondità (delle superfici riflettenti)".
La frequenza del segnale elettromagnetico emesso può variare generalmente da decine a oltre 1 GHz, quindi nel campo delle frequenze "radar" VHF ed UHF, cioè delle onde cortissime (metriche) e ultracorte (decimetriche). Ogni antenna ha una sua frequenza nominale di emissione, e la sua scelta viene adottata di volta in volta, a seconda delle specifiche problematiche da affrontare. In generale, ad una minore frequenza del segnale emesso (lunghezza d'onda maggiore), corrisponde una maggiore penetrazione, ma una conseguente minore sensibilità alla presenza di limitate eterogeneità.
L'antenna viene fatta scorrere in superficie, mentre i segnali captati dalla componente ricevente vengono visualizzati direttamente sul monitor dello strumento (o di un computer portatile), per il controllo delle funzioni dello strumento e della qualità delle registrazioni; nel frattempo, i segnali vengono registrati in formato digitale, per la successiva fase di elaborazione ed interpretazione, con l'ausilio di software specifici.

## Campi di applicazione
La tecnica georadar viene frequentemente utilizzata per l'individuazione plano-altimetrica dei sottoservizi interrati quali reti telefoniche, condotte idriche, fognarie e del gas, per la ricerca di strutture murarie archeologiche sepolte.